# Francesca Guadagno
Francesca Guadagno (Roma, 22 gennaio 1967) è una doppiatrice, direttrice del doppiaggio, attrice ed ex cantante italiana.

## Biografia
Nata a Roma, attiva nel mondo dello spettacolo fin da bambina, è nota soprattutto per aver fatto il parlato nella canzone Piange... il telefono cantata da Domenico Modugno (con il quale ha interpretato l'omonimo film diretto da Lucio De Caro nel 1975) e prestato voce al personaggio di Heidi nell'omonimo anime. Ha doppiato anche il personaggio di Mariangela Fantozzi nei film Fantozzi e Il secondo tragico Fantozzi. Tra gli altri personaggi degli anime doppiati vi sono Kasumi Tendo in Ranma ½ e Kikyo dalla seconda alla sesta serie di Inuyasha. 
Ha prestato inoltre la voce alle attrici Cameron Diaz in Tutti pazzi per Mary e Jennifer Garner nel ruolo di Elektra nei film Daredevil ed Elektra. Inoltre ha doppiato Burlone e Vanitoso in I Puffi,  Wanda in Due fantagenitori e Cleo Carter in Tutenstein. Tra le attrici doppiate Gabrielle Carteris in Beverly Hills 90210, Melissa McCarthy, Rene Russo, Bridget Fonda, Rosanna Arquette, Marisa Tomei, Liv Tyler e Toni Collette; ha inoltre doppiato Bobbie Eakes nella soap opera Beautiful nel ruolo di Macy Alexander.

### Vita privata
È la sorella minore del doppiatore Marco Guadagno e zia della doppiatrice Perla Liberatori.

## Filmografia

### Attrice

#### Cinema
- Piange... il telefono, regia di Lucio De Caro (1975)
- Napoli si ribella, regia di Michele Massimo Tarantini (1977)
- The House of Chicken, regia di Pietro Sussi (2001)
- Un Natale stupefacente, regia di Volfango De Biasi (2014)

#### Televisione
- A torto e a ragione, episodio Da dove vieni, regia di Edmo Fenoglio (1978)
- Inverno al mare, seconda puntata, regia di Silverio Blasi (1982)
- La freccia nera, regia di Fabrizio Costa (2006)
- Nati ieri, episodio La resa dei conti (2007)
- Carabinieri 7 (2008)

## Doppiaggio

### Film
- Melissa McCarthy in Tre all'improvviso, Le amiche della sposa, Io sono tu, Una notte da leoni 3, Corpi da reato, Tammy, Spy, The Boss, Una spia e mezzo, Ghostbusters, Pupazzi senza gloria, Copia originale, Le regine del crimine, Thunder Force, Nine Perfect Strangers, Il nido dello storno, Thor: Love and Thunder, Unfrosted - Storia di uno snack americano
- Octavia Spencer in The Help, Snowpiercer, Babbo bastardo 2, Instant Family, Self-made: la vita di Madam C.J. Walker, Truth Be Told
- Cameron Diaz in Tutti pazzi per Mary, Le cose che so di lei, Verità apparente, Notte brava a Las Vegas, The Box
- Elizabeth Banks in Slither, Hunger Games, Hunger Games - La ragazza di fuoco, Hunger Games - Il canto della rivolta - Parte 1, Hunger Games - Il canto della rivolta - Parte 2
- Jennifer Garner in Daredevil, Elektra, Deadpool & Wolverine
- Liv Tyler in Music Graffiti, Plunkett & Macleane
- Plinio Fernando in Fantozzi, Il secondo tragico Fantozzi
- Kate Hudson in 200 Cigarettes
- Thandie Newton in L'assedio, Norbit
- Leslie Bibb in Iron Man, Iron Man 2
- Keala Settle in The Greatest Showman, Wicked
- Helena Bonham Carter in La maschera
- Dinah Manoff in Grease (ridoppiaggio)
- Donna Pescow in La febbre del sabato sera (ridoppiaggio)
- Jennifer Aniston in Impiegati... male!
- Missi Pyle in La fabbrica di cioccolato
- Laura Dern in Mi chiamo Sam, Vi presento i nostri
- Elisa Donovan in Ragazze a Beverly Hills
- Sara Rue in The Ring
- Dina Spybey in Se solo fosse vero
- Elaine Hendrix in Genitori in trappola
- Molly Parker in Il prescelto
- Nancy Travis in Charlot
- Kate Magowan in Stardust
- Laura Linney in The Truman Show
- Shelley Waggener in Un gelido inverno
- Rene Russo in Ransom - Il riscatto
- Alexandra Powers in L'attimo fuggente
- Michelle Fairley in The Others
- Victoria Silvstedt in Boat Trip
- Kim Walker in Schegge di follia
- Maura Tierney in Schegge di paura
- Francesca Schiavo in Coppia omicida
- Elizabeth Nottoli in Vacanze di Natale '95
- Jicky Schnee in C'era una volta a New York
- Kim Flowers in Alien - La clonazionemm
- Jenna Elfman in Il dottor Dolittle
- Janeane Garofalo in Un uomo in prestito
- Chrissy Metz in Atto di fede

### Serie televisive
- Melissa McCarthy in Mike & Molly
- Kelly Rutherford in Gossip Girl
- Catherine Disher in Good Witch
- Kirsten Vangsness in Criminal Minds
- Carrie Ann Moss in Humans
- Sabrina Le Beauf in I Robinson
- Jennifer Aspen in Amiche nemiche
- KaDee Strickland in Private Practice
- Melissa Gilbert, Lindsay e Sidney Greenbush e Wendi e Brenda Turnbaugh in La casa nella prateria
- Katia Polletin in Heidi
- Meredith Scott Lynn in Desperate Housewives
- Bobbie Eakes in Beautiful
- Andrea del Boca in I cento giorni di Andrea
- Maria Roji in Rebelde Way
- Rosie O'Donnell in Will & Grace
- Jamie Moyer (2° voce) in K.C. Agente Segreto
- Maria Canals Barrera in I maghi di Waverly
- Michelle Langstone in Power Rangers S.P.D.
- Caroline Rhea in Sydney to the Max
- Mandala Tayde in Tre stelle
- Agnès Blanchot in Una donna spezzata

### Animazione
- Aki, L'invincibile Zambot 3;
- Agnes Skinner (3ª voce), Bart Simpson (ep. 6x13-14) e Lindsey Naegle (ep. 22x20) in I Simpson
- Regina Oona, Principe Derek, signorina Moonpence e Jesper in Disincanto[2]
- Coniglio della foresta in Dora l'esploratrice
- Jennifer in L'era glaciale
- Mayumi in Jeeg robot d'acciaio
- Shiro Il Grande Mazinga
- Diane Simmons in I Griffin
- Kikyo in Inuyasha
- Kasumi Tendo in Ranma ½
- Ylvi (3ª voce) in Vicky il vichingo
- Heidi in Heidi diventa principessa, Heidi
- Magà (2ª voce) ne Le avventure dell'Ape Magà
- Schroeder in Corri più che puoi Charlie Brown
- Piperita Patty in Buon viaggio, Charlie Brown
- Dorothy in Il mago di Oz
- Burlone e Vanitoso in I Puffi
- Jenna in Balto
- Kokiri in Kiki - Consegne a domicilio
- Wanda e Anti-Wanda in Due fantagenitori
- Mary Wendle in Clarence
- Cleo Carter in Tutenstein
- Kitty Zampe di Velluto in Il gatto con gli stivali, Il gatto con gli stivali 2 - L'ultimo desiderio
- Janeane Garofalo in Team America: World Police
- Angelica in Titanic - La leggenda continua
- Sugar in A tutto reality - L'isola di Pahkitew
- Mary in WALL•E
- Margot in World of Winx
- Hilda Spellman in Sabrina vita da strega
- Corey in Onward - Oltre la magia
- Cubbi in I Gummi
- DNAmy in Kim Possible
- 003 in Cyborg 009 - La leggenda della supergalassia

### Videogiochi
- Yoriko Ono in Forbidden Siren (2004)[3]
- Mary in Wall•E (2008)[4]
- Miss Fritter in Cars 3 - In gara per la vittoria (2017)

## Radio
- Domino, testo e regia di Diego Cugia (Radio2 Rai, 1998)

## Discografia
- 1975 – Piange... il telefono/L'avventura (Carosello, CI 20390; singolo di Domenico Modugno, mentre Francesca Guadagno appare solo sul lato A)
- 1976 – Oh, mio papà/Otto per otto: asino cotto (Carosello, CI 20405)
- 1978 – Heidi principessa/I fratelli cigni (Carosello, CI 20473)